# Bizarría (1814)
La sumaca Bizarría fue un buque auxiliar de la armada de las Provincias Unidas del Río de la Plata.

## Historia
La Bizarría era una sumaca mercante con matrícula de Montevideo que fue capturada a la caída de la plaza realista en junio de 1814. Se incorporó de inmediato a la escuadra como transporte y ya en julio de ese año efectuó viajes entre Buenos Aires y Montevideo transportando galleta y tabaco para las tropas crecientemente aisladas de la campaña de la Banda Oriental por el conflicto con Gervasio Artigas.
En agosto pasó al Arsenal de Barracas donde se reparó y alistó en guerra, montándosele un cañón de a 12. En diciembre se aprovisionó con víveres y munición, rearmó a su tropa con 12 fusiles nuevos y se sumó a la división que marchó a recuperar Carmen de Patagones, en manos realistas desde la sublevación de abril de 1812, transportando prisioneros de guerra españoles para ser alojados en ese presidio tras la previsible caída de esa última plaza atlántica. La Bizarría regresó a Buenos Aires en marzo de 1815, sin existir posteriores referencias a este navío.